# جورج روتشستر
جورج روتشستر (بالإنجليزية: George Rochester)‏ (و. 1908 – 2001 م) هو فيزيائي، وأستاذ جامعي من المملكة المتحدة . وكان عضواً في الجمعية الملكية .
توفي عن عمر يناهز 93 عاماً.

## التعليم
تعلم في جامعة درهام

## مناصب وهيئات
أدار جامعة مانشستر.

## جوائز
حصل على جوائز منها:
- زمالة الجمعية الملكية.